# 7 Up

Logo in den USA

Logo außerhalb der USA

7 Up ist eine Limonade mit Zitronen- und Limettengeschmack. Die Rechte an der Marke gehören in den USA der Dr Pepper Snapple Group und überall sonst PepsiCo oder deren Lizenznehmern.

## Geschichte

Historisches Logo

7 Up wurde 1929 von Charles Leiper Grigg erfunden. Zuerst hieß das Produkt „Bib-Label Lithiated Lemon-Lime Soda“ und wurde zwei Wochen vor der Weltwirtschaftskrise 1929 zum ersten Mal verkauft. Der Name wurde später in 7 Up geändert. Es enthielt bis 1948 oder 1950 Lithiumcitrat, einen stimmungsstabilisierenden Wirkstoff, der in der Psychiatrie bei der Lithiumtherapie verwendet wird. Es wurde als Mittel gegen Kater vermarktet, zu dieser Zeit mit Invertzucker hergestellt und entsprechend mit dessen guter Aufnahme in den Körper beworben. Der Name 7 Up ist eine Anspielung an das Atomgewicht des Elementes Lithium, welches aufgerundet (bzw. beim häufigsten Isotop genau) 7 beträgt.
In Deutschland und Österreich werden ausschließlich 7 Up mit Zitronen- und Limettengeschmack und 7 Up light verkauft, zeitweise auch „Mojito“ (Minzgeschmack). In der Schweiz sind daneben 7 Up mit Grapefruit-Geschmack (auch als Light-Getränk) sowie die Produkte 7Up H2 Oh! mit Apfel- oder Zitronen- bzw. Limettengeschmack erhältlich. In anderen Ländern gibt es außerdem noch 7 Up Cherry mit Kirschgeschmack, Diet 7 Up, Diet 7 Up Cherry sowie 7 Up plus in verschiedenen Geschmacksrichtungen.
Die Rezeptur wurde verändert und enthält nun zusätzlich Stevioglycoside als Süßstoff. Des Weiteren wurde der Zuckergehalt von 9 Gramm/100 ml auf 7 Gramm/100 ml gesenkt. Diese Veränderung betrifft nicht den amerikanischen Markt.
Per 2022 ging die Exklusivlizenz in der Schweiz von der Aproz Sources Minérales zu Feldschlösschen Getränke über.

## Sonstiges
1987 ließ Eric Clapton einige seiner ersten Signatur Fender Stratocaster mit derselben grünen Farbe lackieren. Die Gitarre war von 1988 bis 1989 erhältlich und wurde später noch einmal reproduziert.